# Граннис, Кина
Кина Граннис (англ. Kina Kasuya Grannis; род. 4 августа 1985 года) — американская певица, автор-исполнитель

. После победы на Crash the Super Bowl заключила контракт с Interscope Records. В 2011 году выиграла в номинации Best Web-Born Artist на MTV O Music Awards.

## Биография

### Детство
Кина родилась 4 августа 1985 года в семье Триш и Гордона Гранниса. Жила в городке Мишен-Вьехо, где впоследствии стала увлекаться музыкой. В начальной школе сочиняла и отправляла этюды для фортепиано на местные конкурсы. Затем она начала играть на скрипке, на которой играла на протяжении всего обучения в старших классах. В 15 лет Кина сама научилась играть на гитаре и буквально влюбилась в этот инструмент.

## Карьера
В 2006 году записала 2 альбома «One More in the Attic» и «In Memory of the Singing Bridge». В начале 2007 записала песню «Ours to keep», написанную Рэйчел Лоуренс и Деборой Эллен. Эта песня прозвучала в эпизоде мини-сериала «Девочка-самурай» на канале ABC Family.
14 ноября 2007 года создала страничку на YouTube и размещала там видео на свои песни.